# 福井 (三木市)
福井（ふくい）は、兵庫県三木市にある大字。旧・美嚢郡三木町福井。郵便番号は673-0433。

## 地理

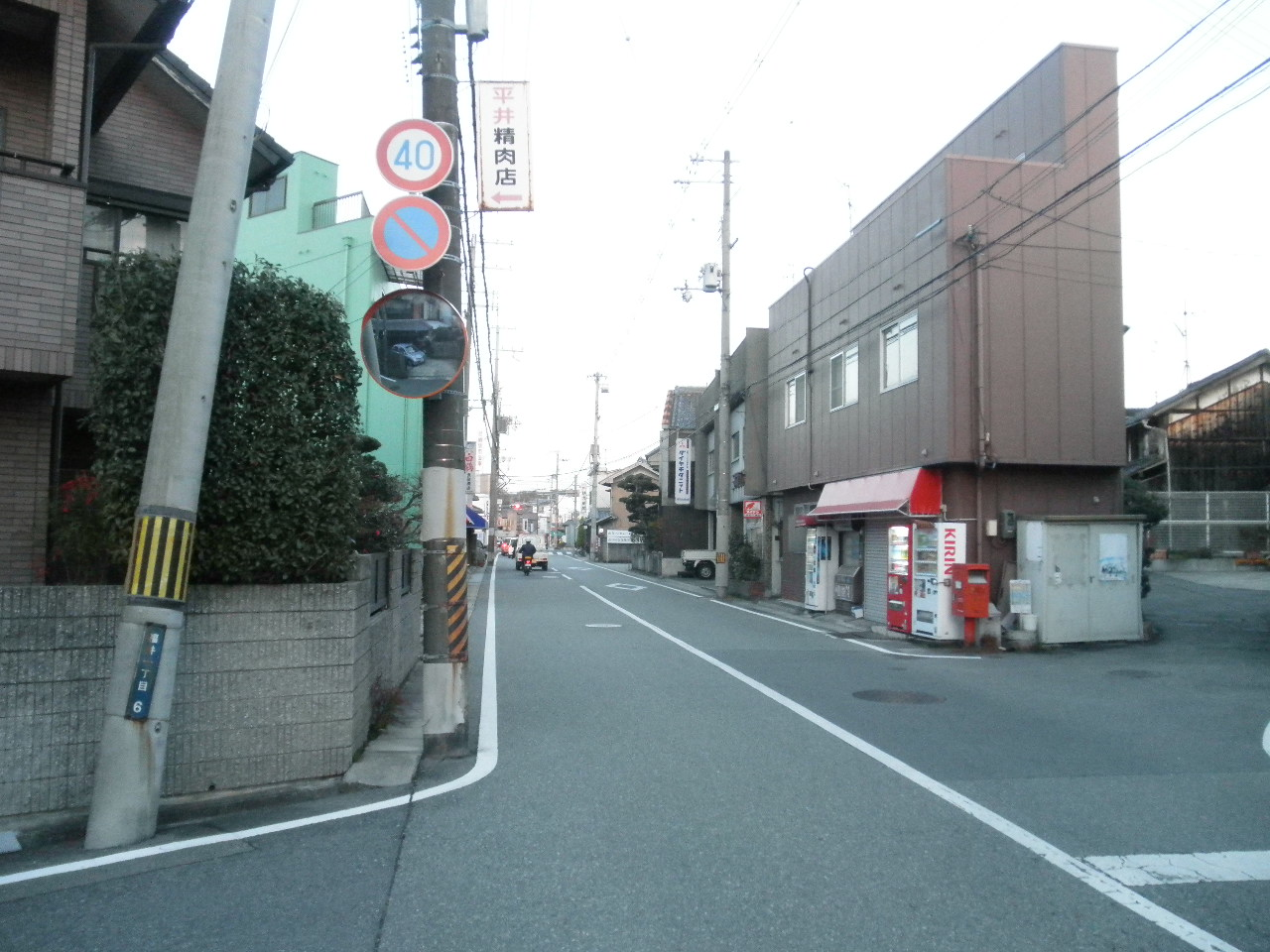
福井1丁目

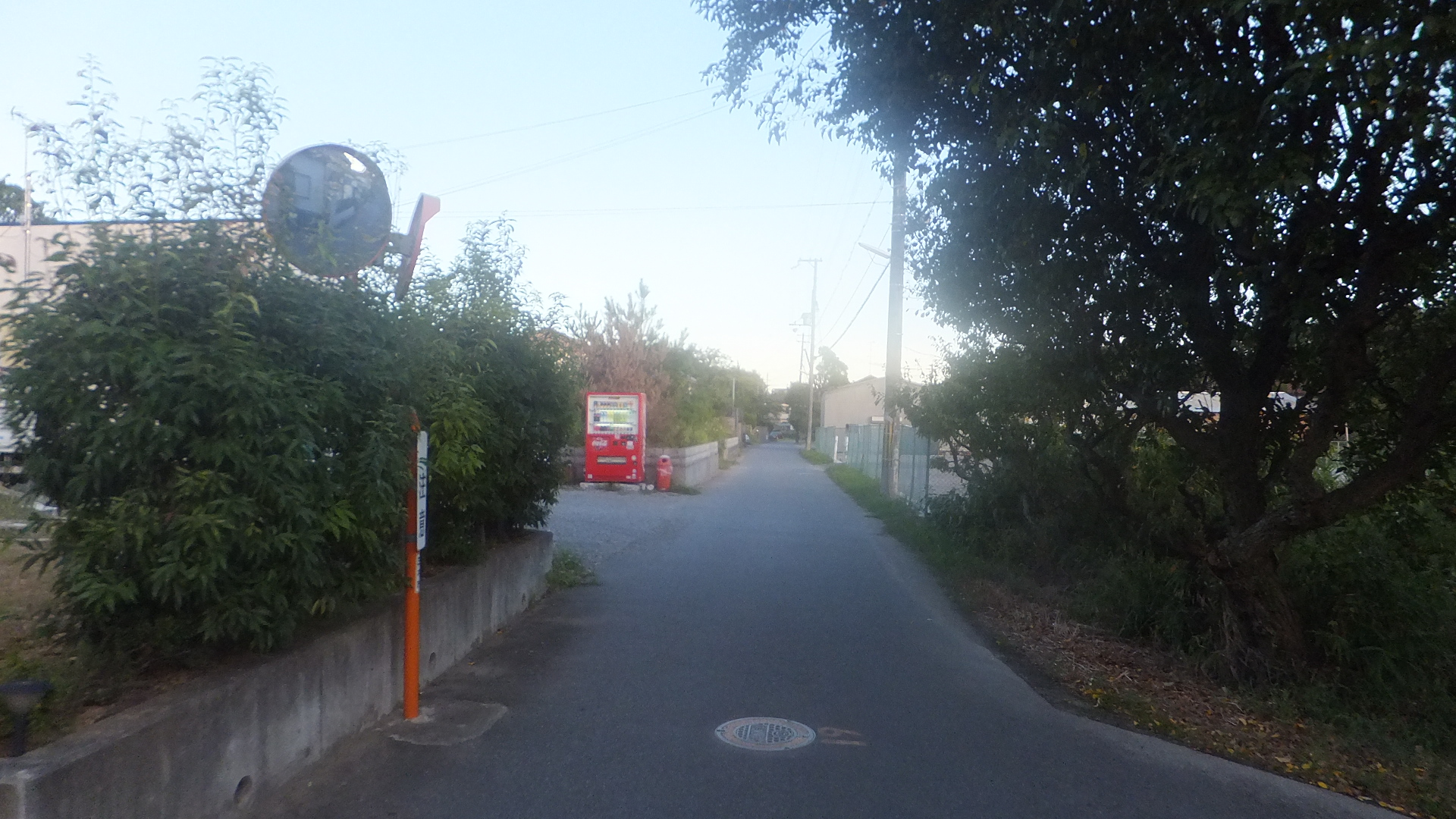
三木山地域

- 三木地区の南西部に位置し、1丁目から3丁目と住居表示なし（三木山地域）の地域がある。現在は兵庫県道20号加古川三田線の沿道の住宅地と商業地である。[1][2]東側は宿原、さつき台、大塚・西側は別所町高木・南側は別所町小林・北側は本町、末広と接する。

### 山地・河川
- 三木山
- 八幡川[2]
- 羽場谷川[2]

## 旧町名
- 中町 - 現在の福井1丁目であり、美嚢川の左側の岸に位置する。三木町の町方町の一つである。[3]
- 下町 - 現在の福井2丁目・3丁目であり、中町の西側・美嚢川の左側の岸に位置する。三木町の町方町の一つである。[4]
- 前田町 - 現在の住居表示なしの地域であり、三木町の町方町の一つである。[4]

## 歴史

### 町村制施行以降
- 1954年6月1日 - 三木市新設に伴い、三木市福井になる。[5]

### 字域の変遷
| 実施前               | 実施年       | 実施後     |
| -------------------- | ------------ | ---------- |
| 美嚢郡三木町大字福井 | 1954年6月1日 | 三木市福井 |

## 施設

### 1丁目から3丁目

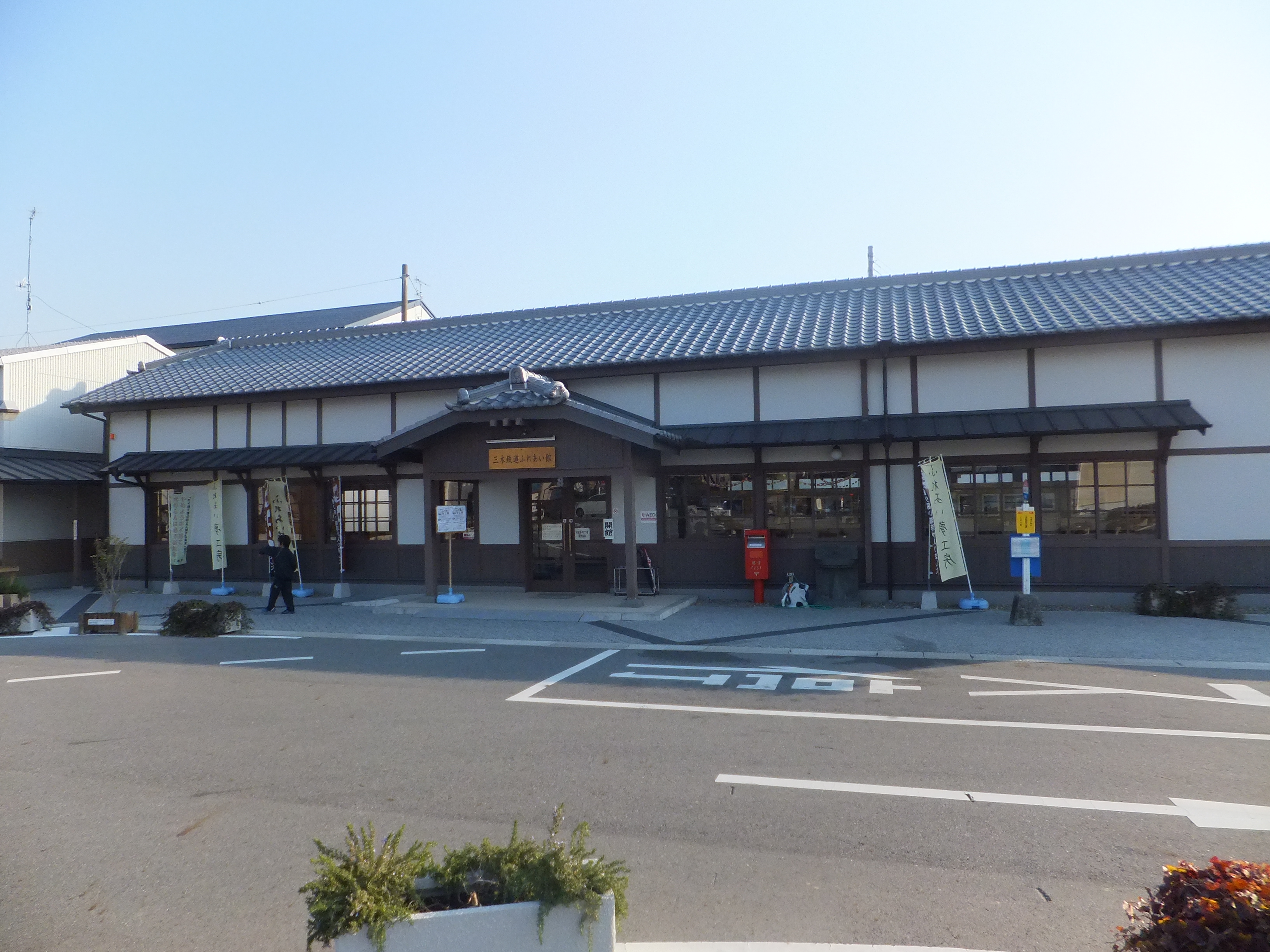
三木鉄道記念公園
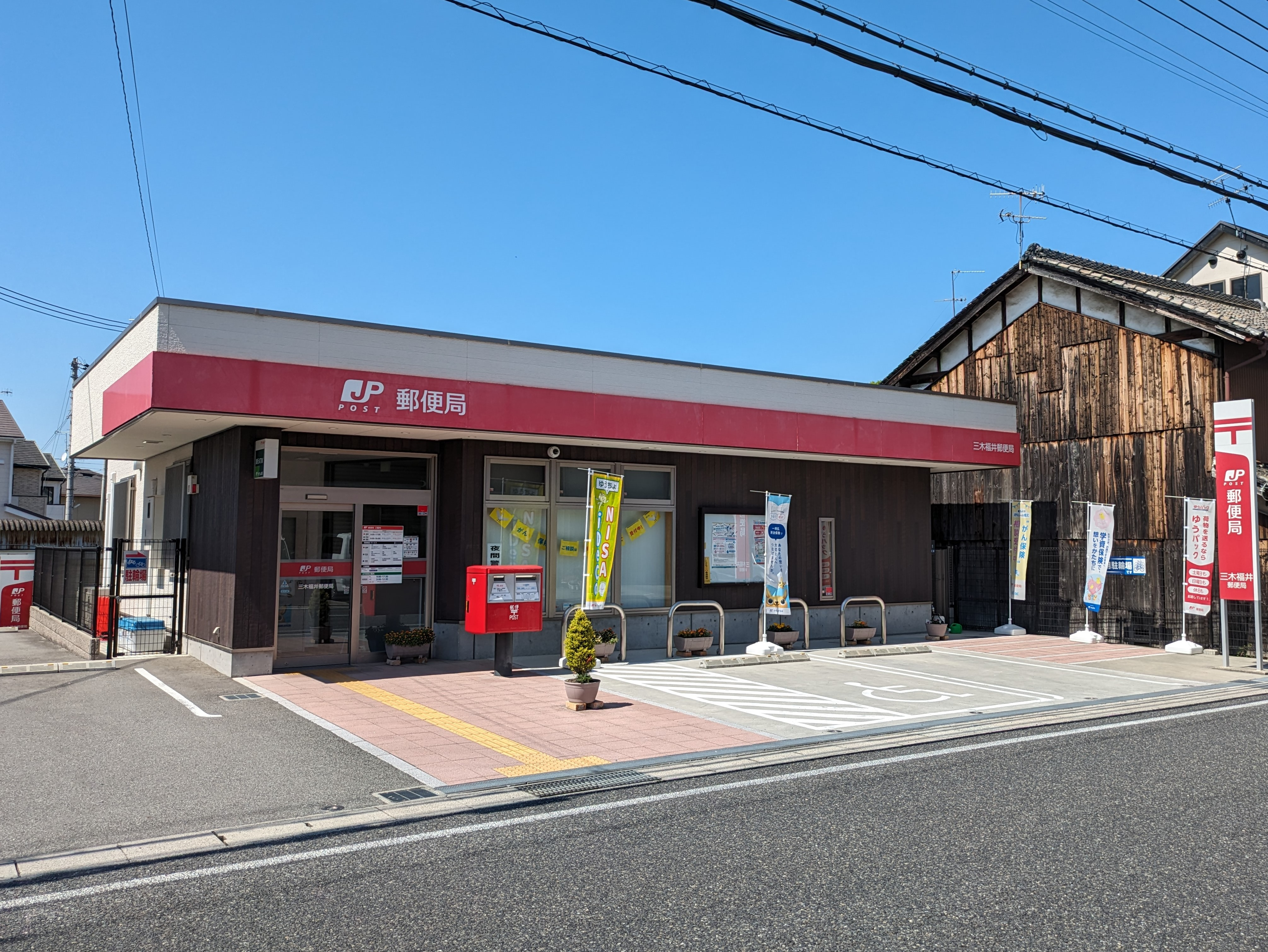
三木福井郵便局
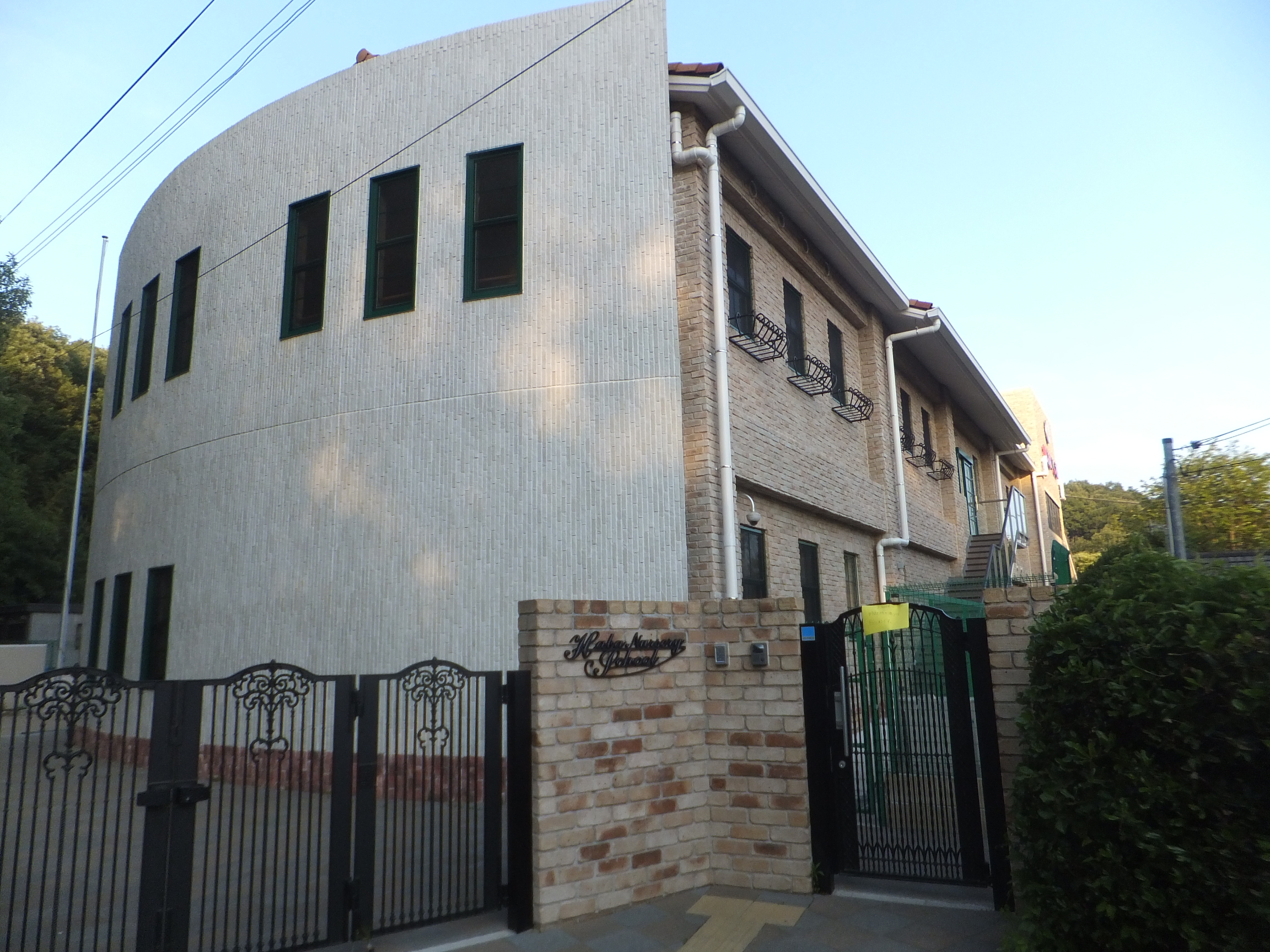
羽場保育園
- 羽場之大師實壽院
- 市川神社
- 愛宕神社
- 三本松稲荷神社
- 不断院
- 本要寺
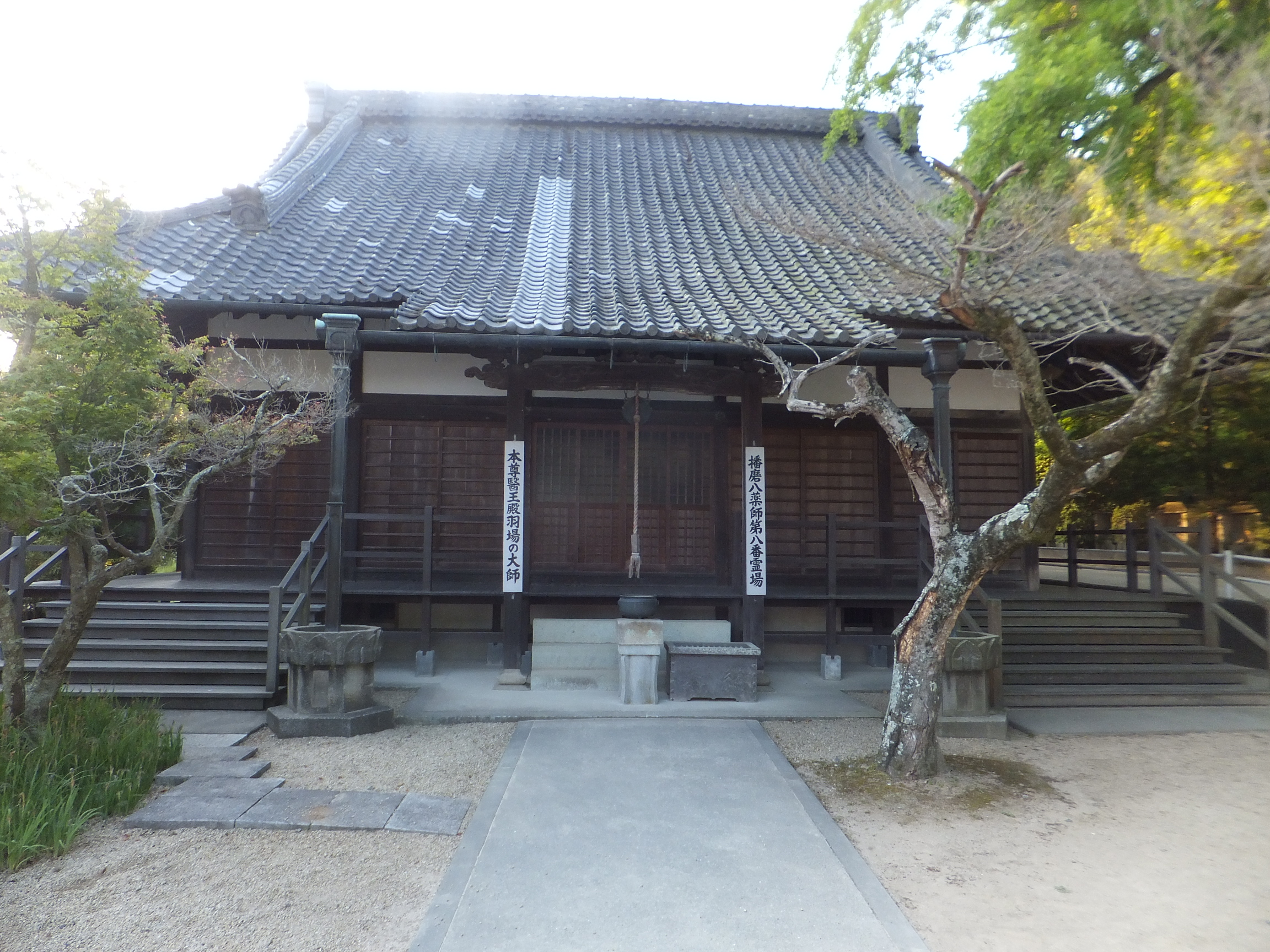
宝寿院

- 三木鉄道記念公園
- 三木福井郵便局
- 羽場保育園
- 宝寿院

### 住居表示未実施
- 三木市役所（住所は上の丸町であるが、敷地が当地内に跨っている。）
- 兵庫県立三木山森林公園
- 三木山総合公園
- 三木市立三木東中学校
- 三木市消防本部
- 三木市文化会館
- 三木市立教育センター
- サンライフ三木
- 三木勤労者体育センター
- 三木市ふるさとハローワーク
- みきやま斎場
- 三木市上下水道部
- 三木南交流センター
- ガーネットゴルフクラブ
- ミヤナガ本社
- 漆紙器三木工場
- 藤原産業情報サービスセンター
- 松林工業三木工場
- 焼肉こさる三木山店
- 精肉舎こさる
- 兵庫日産
- ダイハツ三木東店
- 三木市立図書館本館
- 珈琲庵珈集 三木店
- サイゼリヤ 三木福井店

## 小・中学校の学区
| 大字 | 番地                        | 小学校             | 中学校               |
| ---- | --------------------------- | ------------------ | -------------------- |
| 福井 | 1丁目 - 3丁目・2004番地以下 | 三木市立三樹小学校 | 三木市立三木中学校   |
| 福井 | 上記以外                    | 三木市立広野小学校 | 三木市立三木東中学校 |

## 交通

### 鉄道
現在は鉄道は通っていないが、2008年4月1日まで三木鉄道三木線三木駅があり、三木市の西側の玄関口であった。

### バス
- 神姫バス
- みっきぃバス

### 道路

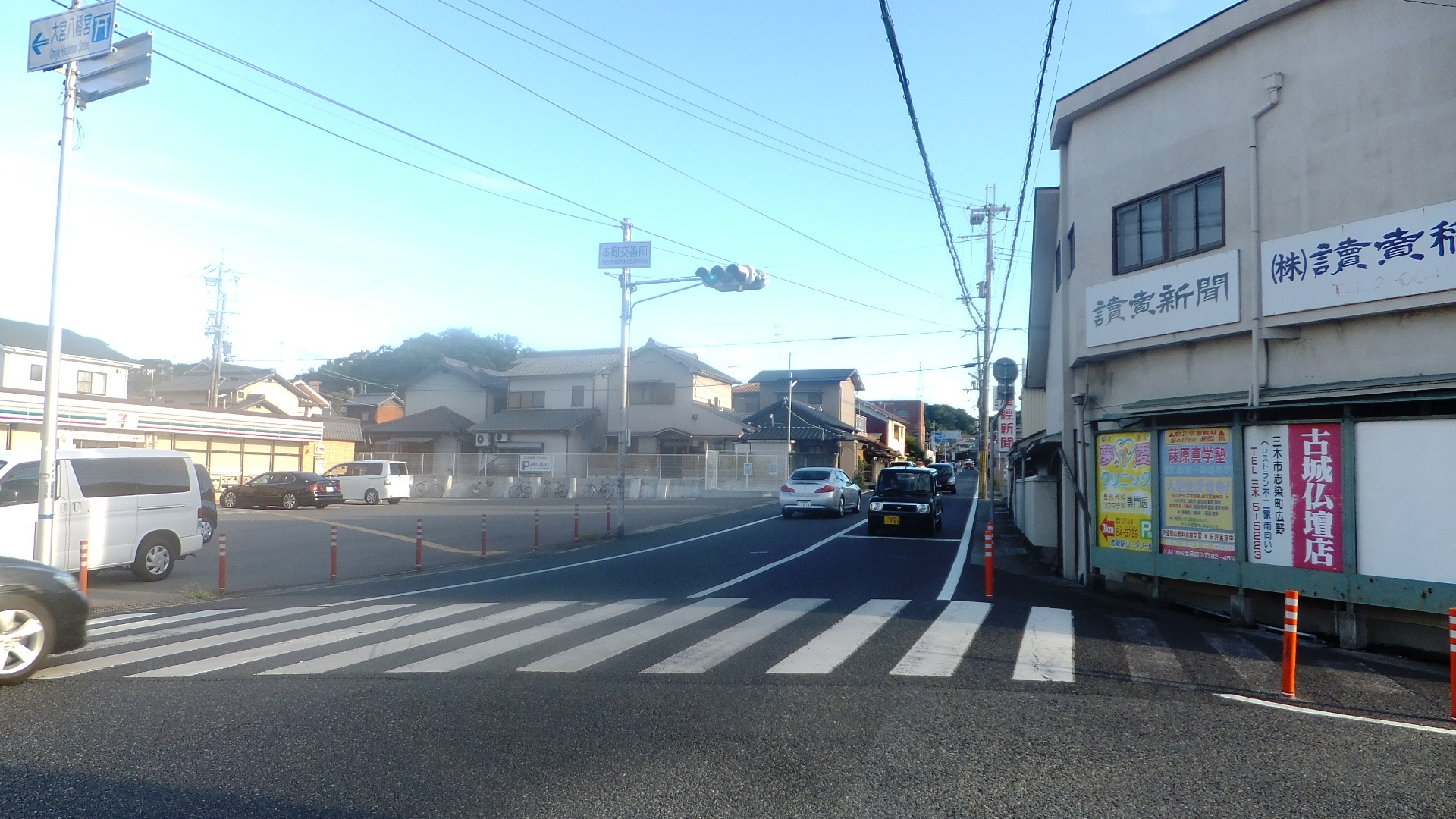
兵庫県道20号加古川三田線
  - 本町バイパス
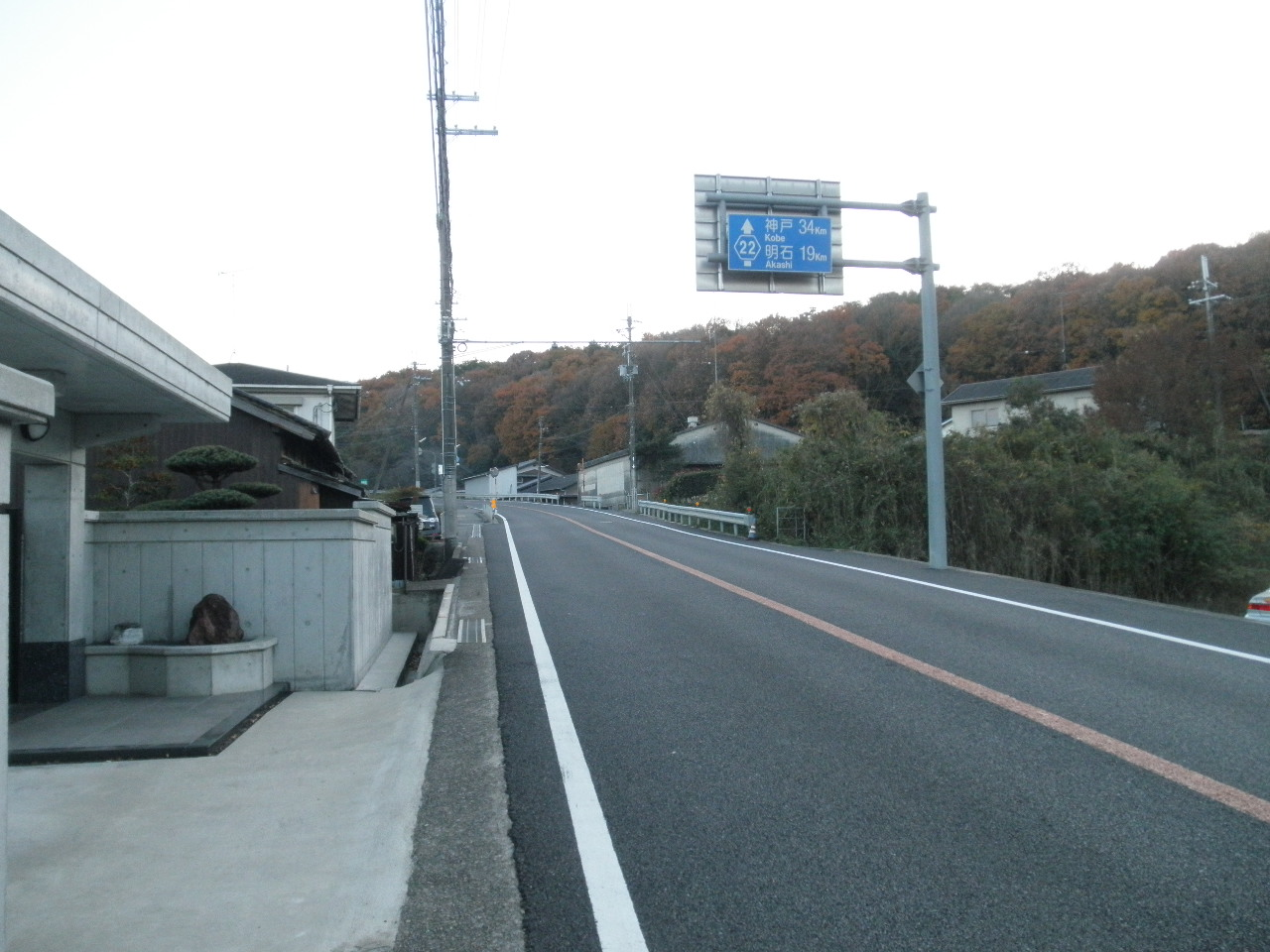
兵庫県道22号神戸三木線
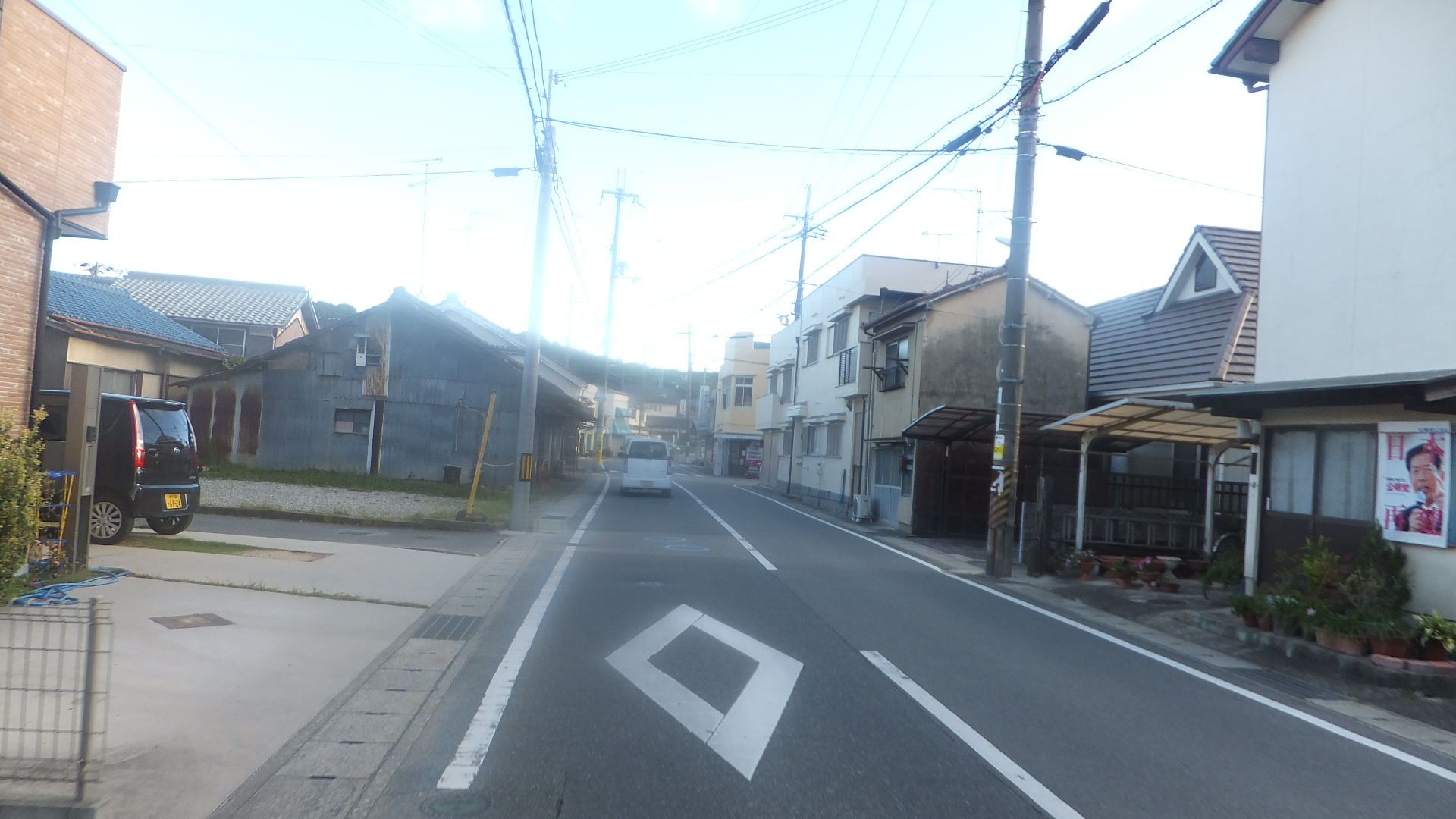
兵庫県道23号三木宍粟線
- 兵庫県道360号正法寺三木停車場線

- 兵庫県道20号加古川三田線
- 兵庫県道22号神戸三木線
- 兵庫県道360号正法寺三木停車場線